# Stenungsund (đô thị)
Stenungsund Municipality (Stenungsunds kommun) là một đô thị ở hạt Västra Götaland ở phía tây Thụy Điển. Thủ phủ nằm ở thị xã of Stenungsund.
Đô thị này đã được lập thông qua việc hợp nhất các đơn vị vào năm 1952. Năm 1971, một giáo khu từ một đô thị bị giải thể được bổ sung vào đô thị này.

## Giao Thông
Đoạn đường E6, cách Gothenburg 47 km về hướng bắc và Uddevalla 43 km về hướng nam. Đây là một phần quan trọng của con đường cao tốc nối giữa Oslo và Copenhagen thông qua Gothenburg. Tại Stenungsund, cũng có một trạm ga trên tuyến đường sắt Bohusbanan.
Các chuyến xe buýt từ Gothenburg đi Uddevalla và những nơi ở phía bắc sẽ dừng tại ga Stenungsund tại trung tâm thành phố. Stenungsund cũng là trung tâm giao thông cho các tuyến xe buýt đến Tjörn và Orust.
Từ Kolhättan, bạn cũng có thể sử dụng phà đường bộ để đến Svanesund trên đảo Orust.

## Các đơn vị dân cư trực thuộc
- Jörlanda
- Stenungsund (thủ phủ)
- Stora Höga
- Strandnorum
- Svartehallen
- Svenshögen
- Ödsmål